# Monaster św. Dymitra Sołuńskiego w Sakach
Monaster św. Dymitra – jeden z pięciu prawosławnych klasztorów męskich w Polsce. Znajduje się w Sakach, na terenie diecezji warszawsko-bielskiej Polskiego Autokefalicznego Kościoła Prawosławnego.

## Historia
Klasztor erygowany 16 lipca 2001 dekretem metropolity Sawy. Początkowo zakonnicy mieszkali w prywatnym domu. 28 listopada 2001 został sporządzony akt notarialny na kupno budynku po byłej szkole podstawowej, wraz z placem o łącznej powierzchni 1,28 ha, z przeznaczeniem na monaster. W budynku przeprowadzono prace remontowe przystosowujące pomieszczenia dla braci zakonnej.
Pierwszym przełożonym monasteru był archimandryta dr Warsonofiusz (Doroszkiewicz). Od dnia 1 października 2009 do 2021 r. przełożonym klasztoru był ks. ihumen (od 5 czerwca 2014 archimandryta) Tymoteusz (Sawczuk).
W 2010 Dom Zakonny został podniesiony do rangi monasteru.
Od 2021 r. przełożonym monasteru jest o. ihumen (od 2 czerwca 2023 archimandryta) Włodzimierz (Dejneko).
W 2022 r. wspólnota zakonna liczyła 6 osób, w tym 5 mnichów.
Na terenie klasztoru znajduje się kaplica pod wezwaniem św. Nektariusza, pełniąca jednocześnie funkcję świątyni pomocniczej parafii św. Dymitra w Sakach.

## Główne święta
- 19 sierpnia (6 sierpnia według starego stylu) – uroczystość Przemienienia Pańskiego;
- 8 listopada (26 października według starego stylu) – uroczystość św. Dymitra Sołuńskiego;
- 22 listopada (9 listopada według starego stylu) – uroczystość św. Nektariusza.